# Monismanien 1995
Monismanien 1995 är en svensk dramafilm från 1975 i regi av Kenne Fant. Filmen utspelar sig i en framtida totalitär enpartistat. I kölvattnet efter filmen instiftade Fant samma år Monismanienpriset, att delas ut till personer som gjort insatser för åsiktsfrihet och tar sitt namn från berättelsen. Författaren Astrid Lindgren lånade i sin tur det fiktiva landets namn till sin kritiska text Pomperipossa i Monismanien 1976.
Filmen togs inte väl emot utan fick en hel del besk kritik.

## Handling
Handlingen utspelar sig i ett fiktivt framtida totalitärt samhälle styrt på enpartibasis. En lärare begår brottet att lära sina elever att tänka självständigt och blir förföljd.

## Rollista i urval
- Erland Josephson – Lärare
- Harriet Andersson –  Lärarens hustru
- Julia Hede – Dottern
- Holger Löwenadler – Kontorist
- Gösta Cederlund – Skolvaktmästaren
- Ingrid Thulin  – Kvinna
- Tomas Bolme –  Polis
- Georg Funkquist – Domare
- Margaretha Krook – Åklagare
- Mathias Henrikson – Fd pastorsadjunkt

## Mottagande
Åke Janzon skrev i Svenska Dagbladet: ”Kenne Fants filmatisering är bättre än hans manuskript. Han har lärt av Ingmar Bergman och spelar ut sina skådespelares ansikten i närbilder, han gör snabba, lätt mystifierande förkortningar i scenväxlingarna, han är inte någon amatör.” Janzon skrev vidare: ”Han är inte heller någon humorist eller någon frodig berättare. Han är järnhårt bunden vid sin grundidé och vid ångesten inför det framtidssamhälle han fruktar skall komma, och han har inte gett sig mycken tid att komplicera sitt tema eller relationerna mellan sina gestalter. Det är styrkan och svagheten i hans film.”
I Expressen skrev Jonas Sima: ”Det originella ändå med Monismanien är att filmen så oförtäckt talar för det konservativa alternativet, vilket onekligen är modigt gjort -- för att inte säga dumdristigt. Fant har inte filmat på fjorton år. Ringrosten märks, dessvärre. 1984 och Fahrenheit 451, filmer i samma genre men av annan klass, drabbar mycket hårdare.”